# Савджи-бей
Савджи-бей (тур. Savcı Bey; 1350-е — 1373) — сын султана Мурада I, устроивший мятеж против отца.

## Биография
Савджи-бей был сыном султана Мурада I и неизвестной наложницы; точная дата рождения неизвестна. В мае 1373 года Савджи-бей остался в Бурсе, где провозгласил себя султаном, прочитав проповедь от своего имени. Согласно византийским источникам, Савджи-бей заключил союз с наследником византийского престола Андроником. Мятежные сыновья выступили против своих отцов, но были разбиты войском Мурада I. Савджи-бей бежал в Димотику, где 7 сентября 1373 года был схвачен и доставлен отцу, который приказал его ослепить. 
Согласно османским источникам, данные события датированы 1385 годом, но это неверно. Согласно этой версии, Савджи-бей поднял мятеж в Бурсе, когда его отец Мурад I находился в Эдирне. Узнав о восстании, Мурад I пересёк Босфор и подошёл к Биге. Решив испытать сына, султан пригласил его на охоту. Савджи-бей стал собирать войска, чтобы оказать сопротивление отцу. Мурад подошёл к Бурсе; Савджи-бей был схвачен на равнине Кайт около Бурсы, а его войско уничтожено. 
Мурад I просил сына покаяться в своём мятеже, но Савджи-бей стал грубить отцу. Разгневанный султан приказал ослепить своего сына, чтобы тот никогда не смог взойти на трон. Ослеплённый Савджи-бей вскоре умер; по другим данным он был казнён по приказу Мурада I. Его тело было доставлено в Бурсу, где и было похоронено.